# Dudki (Świerczyny)
Dudki – przysiółek wsi Świerczyny w Polsce położony w województwie łódzkim, w powiecie radomszczańskim, w gminie Kobiele Wielkie.
W latach 1975–1998 przysiółek administracyjnie należał do województwa piotrkowskiego.